# Enfant des rues

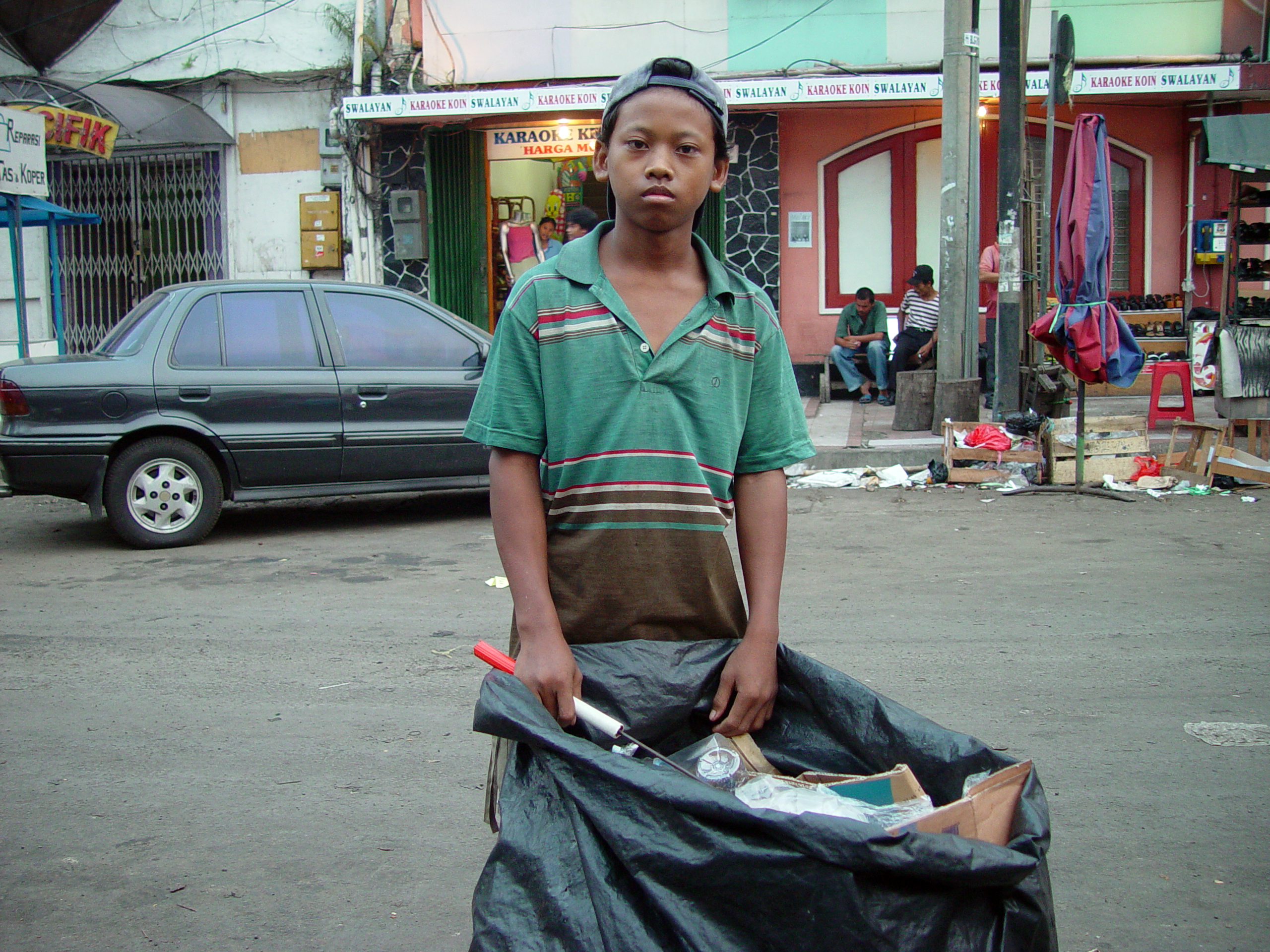
Enfant ramassant des ordures à Jakarta, en Indonésie.

L'expression enfant des rues désigne de façon générale un enfant (au sens de personne mineure) qui vit dans la rue. Son sens et son utilisation sont débattus : alors que ce terme est parfois jugé péjoratif et dépréciatif, d'autres estiment, au contraire, qu'il donne à ces enfants une identité.
On parle aujourd'hui d'enfant en situations de rue en distinguant trois types: les enfants de la rue vivent et habitent dans la rue, les enfants dans la rue travaillent dans la rue mais ont une famille et un domicile, les enfants à la rue sont en situation de fugue temporaire mais peuvent finir par rester dans la rue. Certains enfants peuvent aussi vivre avec leur famille dans la rue, ou dans un refuge pour enfants des rues ; certains travaillent, ou vont à l'école.

## Statistiques
Le nombre total d'enfants des rues est inconnu, mais selon l’UNICEF il s’élève à plusieurs dizaines de millions dans le monde. Il n'y a pas de recensement de ces enfants et les seules sources sont des estimations provenant d'associations locales, faites au niveau d'une ville. Mais les chiffres varient selon la définition employée (de, dans, à la rue), et sont parfois exagérés pour « mieux » défendre leur cause. Les estimations[Quand ?] font ainsi état de 11 millions d'enfants des rues en Inde, 445 000 au Bangladesh, 250 000 au Kenya 25 000 au Maroc, 200 000 à Kinshasa, etc[réf. nécessaire].
La majorité des enfants des rues sont des garçons, les conditions de survie dans la rue contraignant les filles à chercher des abris ou des protecteurs très rapidement. Ceci est dû aussi aux différentes formes de travail des enfants : le secteur informel de la rue est plus souvent du domaine des garçons (bricolage, vente, cireur de chaussures, etc.) tandis que le travail des filles est souvent domestique et donc caché.

## Vulnérabilité
La plupart des associations et organismes s'accordent pour affirmer que les enfants des rues sont davantage à risque que les autres enfants, notamment le risque d'exploitation (travail forcé, exploitation sexuelle…), mais aussi de vulnérabilité face aux dangers de la ville : conditions météorologiques, maladies liées à l'eau, la nourriture ou la pollution, dangers de la circulation, agressions, etc.
Considérés comme « illégaux » dans de nombreux pays, ils sont très souvent pourchassés par la police ou les milices privées.

## En France
La prévention spécialisée, l'une des missions de l'Aide sociale à l'enfance, consiste à aller vers les enfants (enfants et aussi adolescents) de la rue. Par l'intervention quotidienne d'éducateur spécialisé, que l'on nomme parfois éducateur de rue.
Dans Les Misérables de Victor Hugo, Gavroche est un enfant des rues parisien.
En décembre 2015, la France comptait plus de 31 000 enfants sans abri et vivant dans la rue.